# Пацан
Паца́н — жаргонізм, що означає хлопчика чи молодого чоловіка «з яскраво вираженим зниженим забарвленням». Слово також характеризується як стилістично нейтральне просторіччя і може означати рядового члена організованої злочинної групи.

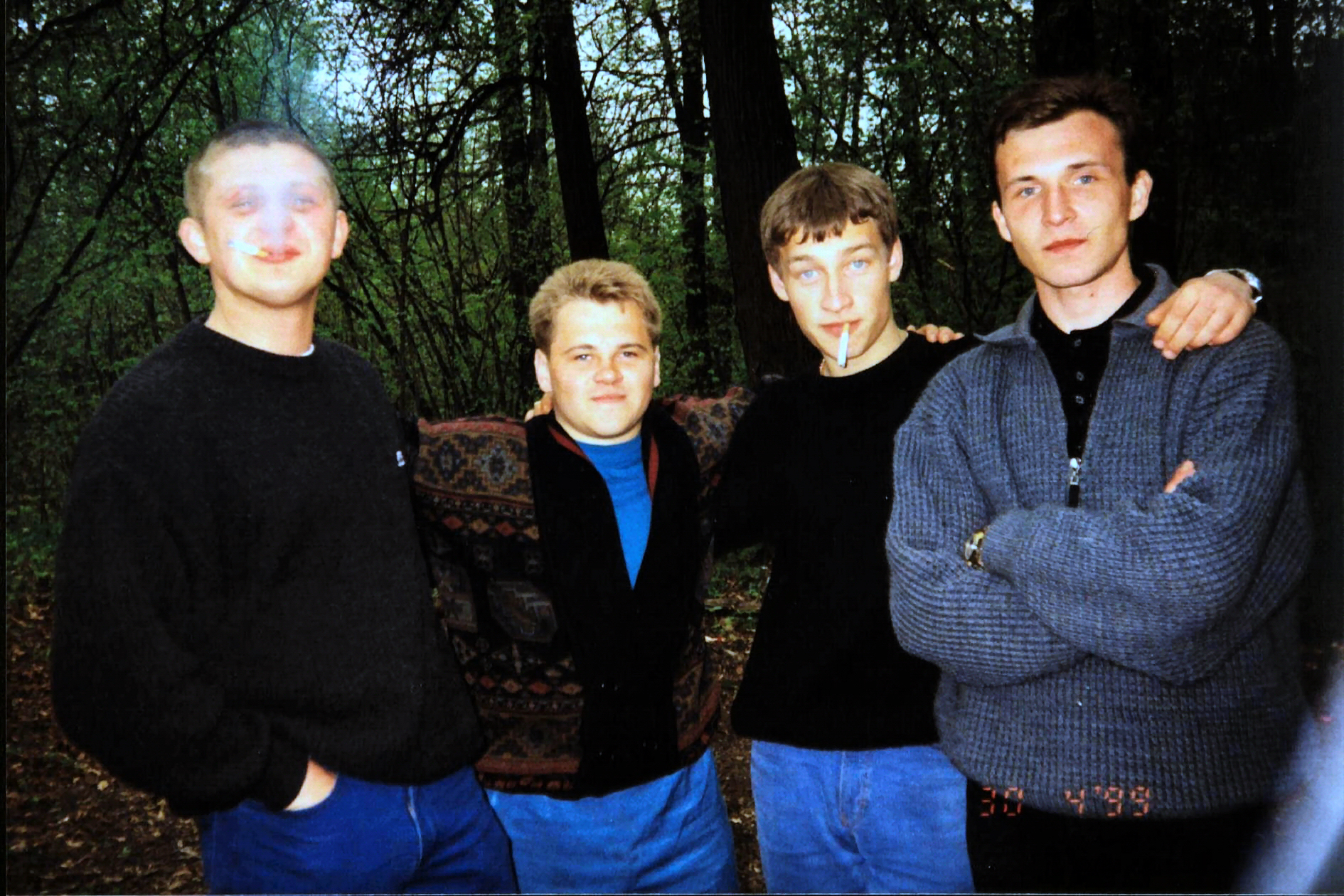
Стереотипний образ «пацанів»

## Походження
Походження слова спірне. Михайло Дьячок та Ігор Добродомов припускають, що слово може походити від «poc» (латинкою, статевий член мовою їдиш, у переносному значенні — «дурник») з жаргонним суфіксом «-ан» (хоча такого суфікса в їдиші немає), але множина як у німецькій — «Поцен» (нім. pozen). В «Етимологічному словнику російської мови» Макса Фасмера слово виводиться з українського «пацюк» (порося, щур). М. Дьячок вважає це походження менш імовірним, поряд з утворенням з «паць, паць-паць» (звуки, якими підзивають свиней).
Наявність румунсько-молдовського прізвища Пацан, а також волосько-ромського імені Пацан М. Дьячок вважає або випадковим збігом, або «цікавим полем для дослідження». Побутування в молодіжному середовищі ще в 1980-х роках варіанта «бацан» дозволяє пов'язати слово з дієсловом «сбацать», яке, згідно з Великим тлумачним словником російської мови за редакцією Сергія Кузнєцова, означало швидко зробити що-небудь, наприклад, танцювати.

## Вживання
Слова не було в текстах ще на початку ХХ століття. Воно увійшло в літературний обіг лише в 1920-х роках (у Михайла Шолохова і, майже одночасно, Миколи Островського) для позначення персонажів з люмпенізованого середовища. М. Дячок та І. Добродомов вказують на безперечно «причорноморсько-південноукраїнське» походження слова.
Олексій Миртов 1929 року у словнику «З лексикону ростовських безпритульних і босяків» включив «пацан» (вар: «бацан») як «нове міське слово» у значенні «вуличний хлопчик». Проникнення кримінального жаргону в загальноприйняту мову в 1920—1930-х роках призвело до включення слова «Орфографічний словник російської мови» 1949 року без спеціальних позначок (при цьому ні «Тлумачний словник російської мови Ушакова», ні словник Ожегова не включили). На думку І. Добродомова, це включення було результатом помилки, повтореної 1985 року у виданні «Орфоэпический словарь русского языка».
І. Добродомов вважає, що слово так і не увійшло в літературну мову («без особливих цілей, що не вживається») і було відносно слабко поширене в радянський час. На думку М. Дьячка, слово широко поширилося в 1960-ті роки (Василь Аксьонов), а широко його використовувати почали після перебудови (згадується випадок вживання його в казахсько-російському словнику для визначення слова каз. бала). Однак, увійшовши в письмову мову, на думка М. Дьячка, слово так і не стало літературним: хоча в просторіччі слово стало нейтральним, освічені люди уникають його вживання за межами імітації просторіччя.
Спочатку слово означало малолітнього хулігана 12-13 років, на початку XXI століття верхня межа віку «пацанів» зрушила до 30-35 років і залежить від поведінки конкретної людини: пацан — це той, хто ще не став дорослим «мужиком».
Популярність слова призвела до активного словотворення: «пацанка» (дівчинка), «пацаньонок», «пацанячий», «пацанський», «пацанство», «пацанва» — більшість цих слів є арготичними зі зниженим забарвленням.